# Kristian Thees
Kristian Thees (* 24. Dezember 1966 in Lübeck) ist ein deutscher Hörfunkmoderator beim Sender SWR3.

## Leben
Thees arbeitete in den 1990er-Jahren bei der damaligen SWF-Popwelle SWF3 als Moderator. Seit der Fusion von SWF und SDR im August 1998 ist er beim Nachfolgersender SWR3 zu hören. 2004 moderierte er zwischenzeitlich zudem die Musiksendung Taratata bei Sat.1.
Zusammen mit Anke Engelke entwickelte Thees in der Nachtsendung SWF3 Lollipop das „C-Team“, dessen Sendungen einen größeren Fankreis aufbauen konnten und im Rahmen der ARD-Popnacht teilweise deutschlandweit zu hören waren. Bis März 2022 moderierte Thees die SWR3 Vormittagsshow. Aktuell moderiert er bei SWR3 die seit vielen Jahren laufende Talksendung Talk mit Thees (jeden Sonntag von 9 bis 13 Uhr) und Wie war der Tag, Liebling? mit Anke Engelke (montags und donnerstags als Podcast). Wie war der Tag, Liebling? nehmen die beiden Moderatoren in dieser Besetzung bereits seit 2007 auf, die Reihe genießt inzwischen Kultstatus.

## Auszeichnungen
Kristian Thees gewann 2014 den Deutschen Radiopreis in der Kategorie „Bester Moderator“.